# The Mansion of Misery
Pour plus de détails, voir Fiche technique et Distribution.
The Mansion of Misery est un film muet américain réalisé par Lem B. Parker et sorti en 1913.

## Fiche technique
- Titre : The Mansion of Misery
- Réalisation : Lem B. Parker
- Scénario : Lem B. Parker
- Photographie :
- Montage :
- Producteur :  William Selig
- Société de production : Selig Polyscope Company
- Société de distribution : General Film Company
- Pays d'origine :  États-Unis
- Langue : Anglais
- Format : Noir et blanc — 35 mm — 1,33:1 — Muet
- Genre : Film dramatique
- Durée : 10 minutes
- Dates de sortie : 
  -  États-Unis : 5 août 1913

## Distribution
- Henry A. Livingston : Wilbur North
- Kathlyn Williams : Marjorie Main
- Al Ernest Garcia : Prince Lorenzo
- Henry Otto : Le comte Orloff
- William Hutchinson :
- Tom Santschi (non crédité)